# Ole Jacob Pedersen
Ole Jacob Pedersen (ur. 29 kwietnia 1889 w Hedrum, zm. 27 marca 1961 w Sandefjordzie) – norweski lekkoatleta specjalizujący się w biegach sprinterskich i średniodystansowych.
Pedersen reprezentował Królestwo Norwegii podczas V Letnich Igrzyskach Olimpijskich w 1912 roku w Sztokholmie, gdzie wystartował w trzech konkurencjach. W biegu na 400 metrów, z czasem 51,2 sekundy, zajął w swoim biegu eliminacyjnym drugie miejsce, co pozwoliło mu zakwalifikować się do fazy półfinałowej. Tam także z nieznanym czasem zajął piąte miejsce w swoim biegu i odpadł z dalszej rywalizacji. W biegu na 800 metrów, z nieznanym czasem, zajął trzecie miejsce w biegu eliminacyjnym i odpadł z dalszej rywalizacji. Ostatnim startem Pedersena był bieg na 1500 metrów, który zakończył się dla niego na eliminacjach. Zajął w swoim biegu miejsca 4-7.
Reprezentował barwy klubu Stavanger IF.

## Rekordy życiowe
- bieg na 400 metrów – 51,6 (1912)
- bieg na 800 metrów – 1:57,3 (1912)
- bieg na 1500 metrów – 4:14,8 (1910)